# Commissioned
Commissioned é um grupo estadunidense protestante. O grupo gravou doze álbuns ao longo de um período de dezessete anos.

## Discografia

### Álbuns
| Release date          | Album title                   | Label                 | RIAA certification |
| --------------------- | ----------------------------- | --------------------- | ------------------ |
| 1985                  | I'm Going On                  | Light Records         |                    |
| 1986                  | Go Tell Somebody              | Light Records         |                    |
| 1987                  | On The Winning Side           | Light Records         |                    |
| 1988                  | Will You Be Ready?            | Light Records         |                    |
| 1989                  | Ordinary Just Won't Do        | Light Records         |                    |
| 1990                  | State of Mind                 | Benson/Verity Records |                    |
| 1991                  | Number 7                      | Benson Records        |                    |
| 1994                  | Matters of the Heart          | Benson Records        |                    |
| 1 de Março, 1996      | Irreplaceable Love            | Benson Records        |                    |
| 22 de Fevereiro, 2000 | Time and Seasons              | Verity Records        |                    |
| 23 de Abril, 2002     | The Commissioned Reunion Live | Verity Records        |                    |

### Compilations
| Release date | Album title                     | Label                | RIAA certification |
| ------------ | ------------------------------- | -------------------- | ------------------ |
| 1991         | A Collection                    | Light Records        |                    |
| 1993         | Commissioned Complete           | Platinum Records     |                    |
| 1994         | Go Tell Somebody/I'm Going On   | Light Records        |                    |
| 1995         | The Light Years                 | CGI Records          |                    |
| 1995         | Gospel Greats                   | Benson Records       |                    |
| 1999         | The Best of Commissioned        | Verity Records       |                    |
| 2002         | Mega 3 Collection               | Light Records        |                    |
| 2003         | Essential                       | BMG Special Products |                    |
| 2006         | The Definitive 16 Greatest Hits | Intersound Records   |                    |

### Singles
| Release date | Single title    | Label       | RIAA certification |
| ------------ | --------------- | ----------- | ------------------ |
| 1994         | Love is the Way | A&M Records |                    |
| 1995         | One Man         | ZYX Records |                    |

Commissioned also performs on the J2K: Jesus 2000 project and the With This Ring projects.

### Performance videos
| Release date | Video / DVD title                          | Label                     |
| ------------ | ------------------------------------------ | ------------------------- |
| 1991         | In Concert (Live) (VHS)                    | Mercury Video             |
| 1998         | Matters of the Heart (Video/Live) (VHS)    | Verity Records            |
| 1998         | Commissioned: Live in Concert (VHS)        | Xenon Entertainment Group |
| 1998         | Number 7 (VHS)                             | Verity Records            |
| 2002         | The Commissioned Reunion: Live (Video/DVD) | Verity Records            |

## Billboard chart history

### Álbuns
| Year                       | Album title                                | Chart name                 | Peak position |
| -------------------------- | ------------------------------------------ | -------------------------- | ------------- |
| 1985                       | Go Tell Somebody' / I'm Going On           | Top Gospel Albums          | 5             |
| I'm Going On               | Top Gospel Albums                          | 11                         |               |
| 1986                       | Go Tell Somebody'                          | Top Gospel Albums          | 2             |
| 1987                       | On the Winning Side                        | Top Gospel Albums          | 6             |
| 1988                       | Top Contemporary Christian                 | 24                         |               |
| 1989                       | Will You Be Ready?                         | Top Contemporary Christian | 26            |
| Top Gospel Albums          | 29                                         |                            |               |
| 1990                       | Ordinary Just Won't Do                     | Top Contemporary Christian | 28            |
| Top Gospel Albums          | 4                                          |                            |               |
| State of Mind              | Top Contemporary Christian                 | 19                         |               |
| Top Gospel Albums          | 4                                          |                            |               |
| 1991                       | Number 7                                   | Top Contemporary Christian | 22            |
| Top Gospel Albums          | 7                                          |                            |               |
| Matters of the Heart       | Top Contemporary Christian                 | 13                         |               |
| Top Gospel Albums          | 13                                         |                            |               |
| 1994                       | Top R&B/Hip-Hop Albums                     | 65                         |               |
| 1996                       | Irreplaceable Love                         | Heatseekers                | 19            |
| Top Contemporary Christian | 9                                          |                            |               |
| Top Gospel Albums          | 3                                          |                            |               |
| 1994                       | The Best of Commissioned                   | Top Gospel                 | 29            |
| 2000                       | Time and Seasons                           | Heatseekers                | 28            |
| Top Contemporary Christian | 13                                         |                            |               |
| Top Gospel Albums          | 6                                          |                            |               |
| 2002                       | The Commissioned Reunion: Live (Video/DVD) | The Billboard 200          | 100           |
| Top Contemporary Christian | 8                                          |                            |               |
| Top Gospel Albums          | 3                                          |                            |               |

## Awards

### Nomeações
| Year | Award-giving body | Award category                                             | Song /Album title                                                            |
| ---- | ----------------- | ---------------------------------------------------------- | ---------------------------------------------------------------------------- |
| 1989 | Grammy Awards     | Best Soul Gospel Performance - Duo, Group, Choir or Chorus | Will You Be Ready?                                                           |
| 1991 | Grammy Awards     | Best Pop Gospel Album                                      | Shakin' the House...Live - Carman & Commissioned (& the Christ Church Choir) |
| 1994 | Grammy Awards     | Best Contemporary Soul Gospel Album                        | Matters of the Heart                                                         |
| 2001 | Stellar Awards    | Contemporary Group/Duo of the Year                         | Time & Seasons                                                               |
| 2002 | Stellar Awards    | Producer of the Year (israel humphrey)                     | Commissioned Reunion Live                                                    |
| 2002 | Stellar Awards    | Group/Duo of the Year                                      | Commissioned Reunion Live                                                    |
| 2002 | Stellar Awards    | Contemporary Group/Duo of the Year                         | Commissioned Reunion Live                                                    |
| 2002 | Stellar Awards    | Contemporary CD of the Year                                | Commissioned Reunion Live                                                    |
| 2002 | Stellar Awards    | Special Event CD of the Year                               | Commissioned Reunion Live                                                    |
| 2002 | Grammy Awards     | Best Contemporary Soul Gospel Album                        | Commissioned Reunion Live                                                    |